# توماس لاثام
توماس لاثام (بالإنجليزية: Thomas Latham)‏ (22 يونيو 1847 - 13 يناير 1926) هو محام بالقضاء العالي ولاعب كريكت بريطاني (وحمل سابقاً جنسية المملكة المتحدة لبريطانيا العظمى وأيرلندا).